# マティアス・ヨハンソン
マティアス・エリク・ヨハンソン（スウェーデン語: Mattias Erik Johansson, 1992年2月16日 - ）は、スウェーデン・ヨンショーピング県ヨンショーピング市出身のプロサッカー選手。ポジションはディフェンダー。

## クラブ経歴
2009年にカルマルのトップチームに昇格。2010年シーズンより出場機会が増え、2011年5月13日のヘッケン戦でプロ初ゴールを記録。同年シーズンは24試合1ゴールを記録し、主力選手に成長。
2012年1月27日、オランダのAZアルクマールと4年契約を締結。加入3年目の2013 - 14シーズンより先発に定着し、同シーズンは31試合4ゴールを記録。2015年10月には更に2年間の契約延長に合意し、2016 - 17シーズンまでプレーした。
2017年8月27日、ギリシャのパナシナイコスと3年契約を締結。2020 - 21シーズンはトルコのゲンチレルビルリイでプレー。
2021年6月21日、ポーランドのレギア・ワルシャワと2年契約を締結した。

## 代表経歴
2014年5月にスウェーデン代表に初招集。同月29日のデンマーク戦で代表戦初出場。しかし、以降は2020年まで代表招集を受けることが出来ず、UEFA EURO 2016、2018 FIFAワールドカップは招集外。2021年開催のUEFA EURO 2020も招集外に終わった。